# Романтичний роман
Романти́чний рома́н або любо́вний рома́н — жанр роману. Твори цього жанру побудовані на романтичному сюжеті у якому змальовується амурний зв'язок між чоловіком та жінкою. Твори романтичного жанру описують історію інтимних стосунків, акцентуючи особливу увагу на почуттях та переживаннях героїв. Основною темою романтичних романів є палке кохання, яке не розуміють оточуючі, або на перепоні якого зустрічається багато складних обставин. Типовими рисами цього жанру є те, що головні герої мають бути вродливими, імена персонажів мають бути нетиповими та рідковживаними в повсякденному житті, місце дій має постійно змінюватися, а закохані мають відчувати палку пристрасть одне до одного.